# Iouri Afanassiev
Pour les articles homonymes, voir Afanassiev.
Iouri Nikolaïevitch Afanassiev (en russe : Юрий Николаевич Афанасьев), né le 5 septembre 1934 dans l'oblast d'Oulianovsk (Union des républiques socialistes soviétiques) et mort le 14 septembre 2015 à Moscou (fédération de Russie), est un historien et homme politique soviétique puis russe,.

## Biographie
Afanassiev soutint sa thèse d'histoire en 1957 à l’université Lomonossov (MGU). Il était fonctionnaire du Komsomol et des Pionniers soviétiques. Il a été membre du Parti communiste de l'Union soviétique de 1954 à 1991. Au sein de l'Institut d'Histoire générale de l'URSS, Afanassiev a été chercheur au département d'histoire culturelle de l’étranger, membre du comité de rédaction du journal «Kommunist». Il a été directeur des archives historiques de Moscou, et également fondateur et directeur de l’université d'État des sciences humaines de Russie (RGGU). Il enseigna à deux reprises (1971 et 1976) à la Sorbonne. Il était membre de l'Académie des sciences de Russie.
Considéré comme l'un des intellectuels soviétiques les plus engagés dans la cause de la perestroïka, il fut le directeur intellectuel de l'ouvrage La seule issue paru en Occident en 1989 en français (mais à l'été 1988 en URSS), dans lequel a contribué le physicien Andrei Sakharov, véritable plaidoyer en faveur d'une démocratisation de la société soviétique.
En 1989, il a été élu député de Noginsk (oblast de Moscou) au Congrès de l'URSS. En 1990, il s'est rallié au groupe « Action citoyenne » et est élu co-président du parti « Russie Démocratique ».

## Publications
- La seule issue (dir.), Flammarion, 1989
- Cette grande lueur à l'Est: Paris-Moscou, aller, retour dialogues avec Jean Daniel, Maren Sell, 1989
- Ma Russie fatale, Calmann-Lévy, 1992 (traduit du russe par Joël Bastenaire )
- De la Russie , Fayard, 2002.

## Décorations
- Chevalier de la Légion d'honneur[Quand ?]
- Commandeur première classe de l'ordre royal de l'Étoile polaire